# Rock Tour Tycoon
Rock Tour Tycoon é um jogo que simula uma banda de rock que viaja pelos Estados Unidos. Você começa como uma banda pequena e depois terá de fazer shows, e conseguir muitos fãs para ser reconhecido em uma região e assim seguir adiante, até conquistar os EUA. O jogo conta com cinco bandas (sendo que apenas uma vem liberada) e alguns recursos como promoções da banda, guitarras, comprar avião para viajar mais rápido, baixos, baterias e etc.